# Leopold Ružička
Lavoslav (Leopold) Ružička (Vukovar, 13 de septiembre de 1887-Mammern, 26 de septiembre de 1976) fue un químico y profesor universitario galardonado con el Premio Nobel de Química en 1939.

## Biografía
Sus antepasados incluían croatas, suabos del Danubio, eslovacos y austríacos. Cursó sus primeros estudios en Osijek (Croacia), cambiando su idea inicial de convertirse en sacerdote por el estudio de materias técnicas. Eligió la química, probablemente porque esperaba encontrar trabajo en la refinería de azúcar recientemente abierta en Osijek. Asistió a la Escuela Técnica Superior de Karlsruhe, donde estudió química orgánica y físico-química bajo la tutoría de Fritz Haber. Posteriormente asistió a la Universidad de Basilea e impartió clases de química orgánica en el Instituto Federal de Tecnología de Zúrich.

## Investigaciones científicas
Inició sus investigaciones acerca de la industria del perfume, entrando en contacto con el terpeno.
Entre 1934 y 1935 descubrió que la androsterona y testosterona (hormonas masculinas) pueden ser producidas a partir de un esterol neutro, como el colesterol, descubrimiento que solucionó el problema de la producción sintética de hormonas.
Fue galardonado en 1939 con el premio Nobel de Química, compartido con Adolph Butenandt, por sus trabajos con polimetileno y terpenos.